# گیوم دو تونکدک
گیوم دو تونکدک (فرانسوی: Guillaume de Tonquédec‎؛ ‏تلفظ در فرانسوی: [ɡijom də tɔ̃kedɛk]؛ ‏ زادهٔ ۱۸ اکتبر ۱۹۶۶) بازیگر اهل فرانسه است. وی از سال ۱۹۸۶ میلادی تاکنون مشغول فعالیت بوده‌است و در سال ۲۰۱۵ برندهٔ جایزهٔ شوالیهٔ نشان هنر و ادب شد.
از فیلم‌ها یا برنامه‌های تلویزیونی که وی در آن نقش داشته است، می‌توان به تشکیل پرونده، سه رنگ: آبی، زندگی دوگانه ورونیکا و باربیکیو اشاره کرد.